# La Dent creuse
La Dent creuse est un album de bande dessinée humoristique de René Pétillon, paru en 1978. C'est le troisième album de la série Jack Palmer.

### Documentation
- Jean Léturgie, « La Dent creuse », Schtroumpfanzine, no 24,‎ novembre 1978, p. 25.